# 진해시외버스터미널
진해시외버스터미널은 경상남도 통합창원시 진해구 태평로34번길 17(인의동 24-3)에 위치한 버스 터미널이다.
본래 이 자리에는 제일여객 본사가 있었으나, 제일여객이 부도난 후 2001년부터 동아여객이 운영을 시작하였다. 근처에 해군사관학교가 있다. 통합창원 지역의 버스 터미널 중 운행 노선이 가장 적은데, 이는 과거부터 진해시 주민들이 인근 도시인 (구)창원시, (구)마산시 지역과 같은 생활권이기 때문에 이 지역의 버스 터미널을 주로 이용했기 때문이다.
2010년 7월 옛 진해시가 (구)창원시, (구)마산시와 통합하여 통합 창원시로 출범하면서 내서고속버스터미널, 마산고속버스터미널, 마산시외버스터미널, 창원종합버스터미널 등과 함께 통합창원시 권역에 속하는 터미널이다.

## 역사
과거에는 현재의 kt 진해전화국터에 터미널을 사용하였다. 이 당시 구포.부산.울산.진주 노선을 운영하였다. 제일여객이 부도난 후 2001년부터 동아여객이 터미널을 운영하는 것으로 알려지고 있다. 과거 진해시였던 시절에는 터미널 명칭이 진해시외버스터미널이었으나 창원시로 통합된 후 2010년 7월 1일부터 진해시외버스정류장으로 명칭이 변경되었다. 2014년 12월 18일부터는 동대구 ~ 내서, 마산 고속버스 노선을 진해로 연장한 것을 시작으로 진해시외버스터미널은 고속버스 운행을 시작하게 되었다.
- 2014년 12월 18일 : 기존 동대구 ~ 내서, 마산 고속버스 노선이 진해로 연장되었다.[2]
- 2015년 10월 30일 : 김해행 시외버스 노선이 신설되었다.
- 2016년 2월 1일 : 기존 광주 ~ 마산 고속버스 노선이 진해로 연장되었다.
- 2016년 6월 13일 : 기존 동서울 ~ 마산 고속버스 노선이 진해로 연장되었다.
- 2017년 3월 9일 : 진영(신도시)행 시외버스 노선이 신설되었다.

## 운행 노선

### 고속버스
| 운행 노선     | 운행업체          | 운행구간 | 운행구간 | 운행구간 | 경유지             | 배차 간격 (분) | 시간표                                      |
| ------------- | ----------------- | -------- | -------- | -------- | ------------------ | -------------- | ------------------------------------------- |
| 진해 ↔ 동서울 | 동양고속          | 진해     | ↔        | 동서울   | 마산, 선산휴게소   | 4회            | 09:35, 12:05, 16:05, 19:05                  |
| 진해 ↔ 대구   | 동양고속 천일고속 | 진해     | ↔        | 동대구   | 마산, 내서, 서대구 | 40~60분        | 첫차:06:00(진해 기준) 막차:22:00(진해 기준) |
| 진해 ↔ 광주   | 금호고속          | 진해     | ↔        | 광주     | 창원, 섬진강휴게소 | 3회            | 09:25, 13:20, 17:20                         |

### 시외버스
| 운행 노선       | 운행업체                   | 운행구간 | 운행구간 | 운행구간   | 경유지                                                                                    | 배차 간격 (분) | 시간표                                      |
| --------------- | -------------------------- | -------- | -------- | ---------- | ----------------------------------------------------------------------------------------- | -------------- | ------------------------------------------- |
| 진해 ↔ 고현     | 동아여객 경전고속          | 진해     | ↔        | 거제(고현) | 중앙시장(육대),경화시장,진해구청,웅동,용원사거리                                          | 3회            | 5:50 11:00 16:30                            |
| 진해 ↔ 서울남부 | 고려여객 경전고속 천일여객 | 진해     | ↔        | 서울남부   | 무정차                                                                                    | 60~90분        | 첫차:06:00(진해 기준) 막차:23:00(진해 기준) |
| 진해 ↔ 부산     | 경원여객                   | 진해     | ↔        | 부산       | 창원, 동래                                                                                | 3회            | 11:20, 13:10, 18:00                         |
| 진해 ↔ 부산서부 | 동아여객                   | 진해     | ↔        | 부산서부   | 중앙시장(육대)태백사거리,경화시장,우성아파트,진해구청,웅천,STX아파트,용원(청안동), 하단역 | 배차간격:30분  | 첫차:06:00(진해 기준) 막차:21:30(진해 기준) |
| 진해 ↔ 울산     | 경원여객                   | 진해     | ↔        | 울산       | 창원, 동래, 서창, 신복                                                                    | 2회            | 09:50, 15:50                                |
| 진해 ↔ 김해     | 동아여객                   | 진해     | ↔        | 김해       | 웅동, 용원, 장유                                                                          | 4회            | 06:40, 10:10, 13:30, 17:10                  |

## 특이 사항
- 서울남부버스터미널행 시외버스 노선과 동대구행 고속버스 노선의 경우 심야차량을 운행한다.
- 울산행 노선은 부산행 승객을 태우지 않는다.